# Еякська мова

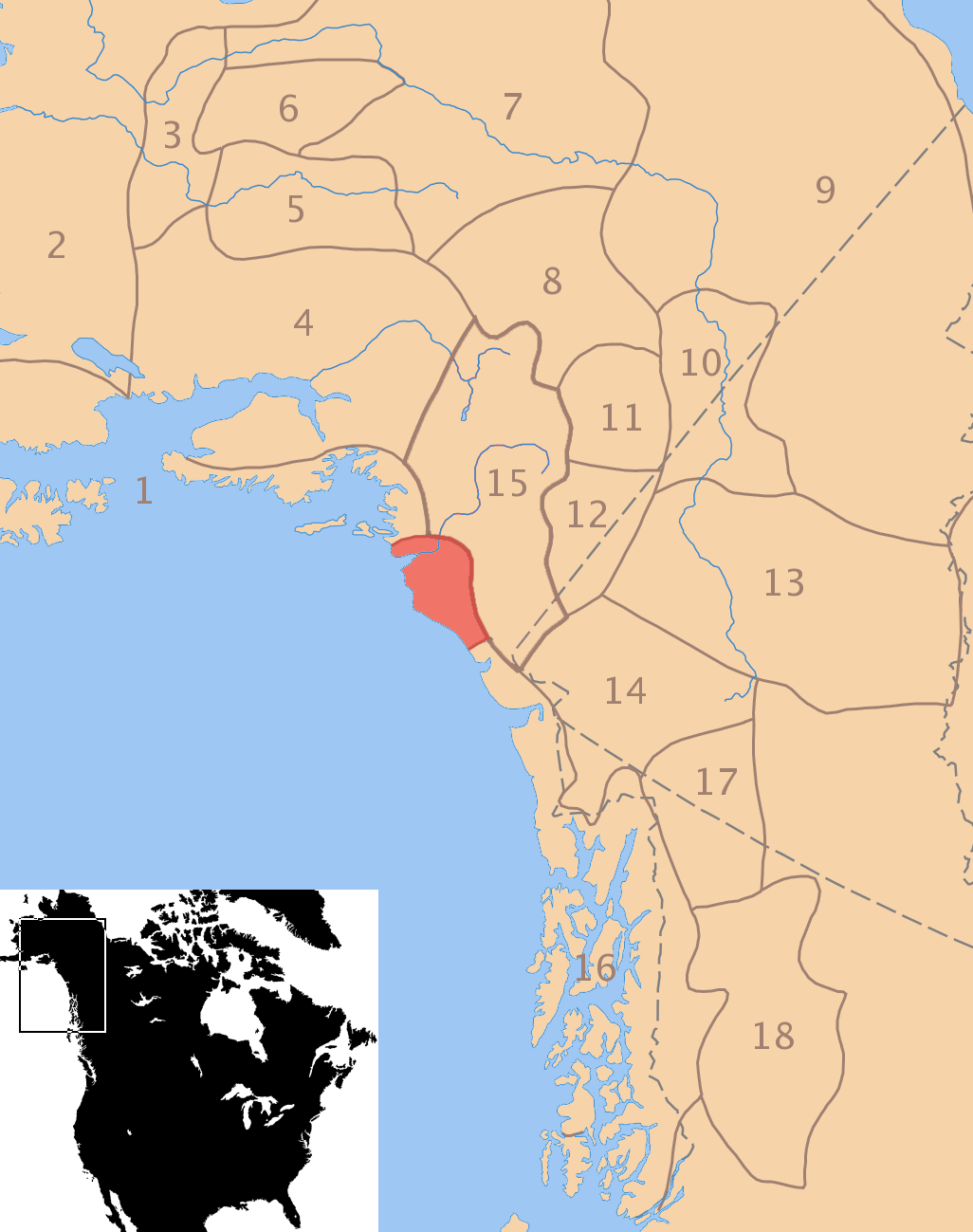
Поширення еякської мови до контакту з європейцями

Еякська мова (еяк; Eyak; самоназва ʔiːjaːq) — вимерла мова племені еяків, яка була поширена на південному сході Аляски, в районі Кордови.
Найближчою живою мовою до еякської є мови атабаскської групи (сім'я на-дене), зокрема, Тлінгітська мова.
Численні тлінгітські топоніми, що використовуються на узбережжі затоки запозичені з еякської, проте тлінгітською вони мають дивне значення або зовсім безглузді; в усній традиції, однак, зберігається еякська етимологія. Поширення еякських топонімів означає, що колись еяки жили на значно більшій території, ніж до часу ,коли відбувся контакт з європейцями.

## Вимирання
Мері Сміт Джонс (14 травня 1918 — 21 січня 2008), яка жила у місті Кордова, була останнім справжнім представником племені еяк і останнім носієм еякської мови.
Поширення англійської і витіснення індіанських мов — не єдина причина, з якої вимерла еякська. Міграція тлінкітів на північ призвела до того, що жителі Якутата стали частіше вчити тлінкітську. Крім того, еякська витіснялася західними сусідами, зокрема, алутикською мовою народу алутик, а також народів долини річки Коппер. Еякська і тлінкітська культури почали змішуватися, еякська стала витіснятися тлінкітською.

## Відродження
У червні 2010 року в газеті Anchorage Daily News з'явилася стаття про Гійома Ледюе (фр. Guillaume Leduey), французькою студента, який вивчив еякську мову. З 12 років він самостійно займався еякською за текстами й авдіоматеріалами, отриманими від Аляскського центру вивчення індіанських мов. Гійом ніколи не був на Алясці і ніколи не говорив з Мері Сміт Джонс.
Після публікації статті він поїхав на Аляску і зустрівся з Майклом Крауссом, видатним лінгвістом, що спеціалізуються на еякській мові. Доктор Краусс надав Ледюе допомогу з постановкою вірної вимови і надав матеріали для подальшого дослідження, включаючи морфологічний аналіз еякської літератури.
У червні наступного року Гійом повернувся на Аляску, щоб допомогти в організації еякського семінару. Він вільно володіє еякською мовою, є перекладачем і вчителем цієї мови. Незважаючи на це, еякська залишається класифікованою як «вимерла», бо у неї немає носіїв, для яких вона була б рідною.
В даний час еякська мова є символом руху за відродження вмираючих мов.

## Фонетика

### Голосні
| Довгі/напружені    | Довгі/напружені | Довгі/напружені | Довгі/напружені | Короткі/розслаблені | Короткі/розслаблені | Короткі/розслаблені |
|                    | переднього ряду | середнього ряду | заднього ряду   | переднього ряду     | середнього ряду     | заднього ряду       |
| верхнього підйому  | i· [iː]         |                 | u· [uː]         | i [ɪ]               |                     | u [ʊ]               |
| середнього підйому | e· [eː]         |                 |                 | e [ɛ] / æ [ɛ]       | a [ə]               |                     |
| нижнього підйому   | a· [aː]         |                 |                 | a [a]               |                     |                     |

## Приклади слів
Кілька слів еякської мови:
- xǝwa собака
- kuutschi вовк
- ts'iyu чорний ведмідь
- k'udǝʔuhdg яйце
- q'āš нога
- ɬilāʔ осіб
- qāt острів
- t'uʔč'чорний
- khatl зелений
- tɬãt синій, блакитний
- ts'aʔ глини, суглинки
- kaač ковдра
- ts'aagɬ кошик
- tsĩ:dz мрія
- tzatlkh ґрунт
- t'ãtɬ перо; лист
- kugɬ дрова для вогню, щоб спалити
- tlehatl завтра
- tleki один